# Psychidae
Psychidae са семейство пеперуди, включващо около 1350 описани вида.

## Описание
Някои от видовете от това семейство са на размери по-малки от 1 cm, докато някои тропически видове достигат до около 15 cm. При мъжките екземпляри размаха на крилете е от 8 до 50 mm.

## Разпространение и местообитание
Разпространени са по цялото земно кълбо, но най-многобройни са в саваните на Африка и Южна Америка. В Палеарктика са разпределени основно в Кавказ и Централна Азия.

## Класификация
Семейството включва 11 подсемейства, 241 рода и 1350 вида:
Семейство Psychidae
- Подсемейство Naryciinae
  - Триб Naryciini
  - Триб Dahlicini
- Подсемейство Taleporiinae
  - Триб Eotaleporiini
  - Триб Taleporiini
- Подсемейство Placodominae
  - Род Placodoma
- Подсемейство Typhoniinae
  - Триб Penestoglossini
  - Триб Typhoniini
- Подсемейство Psychinae
  - Триб Psychini
  - Триб Peloponnesiini
- Подсемейство Epichnopteryginae
  - Триб Epichnopterygini
  - Триб Stichobasini
- Подсемейство Oiketicinae
  - Триб Acanthopsychini
  - Триб Oreopsychini
  - Триб Phalacropterygini
  - Триб Apteronini
- Подсемейство Scoriodytinae